# Trestoncideres albiventris
Trestoncideres albiventris är en skalbaggsart som beskrevs av Martins och Maria Helena M. Galileo 2005. Trestoncideres albiventris ingår i släktet Trestoncideres och familjen långhorningar. Inga underarter finns listade i Catalogue of Life.